# Хеджес, Райан
Райан Хеджес (англ. Ryan Hedges; род. 8 июля 1995, Нортгемптон, Англия, Великобритания) — валлийский футболист, нападающий английского клуба «Блэкберн Роверс» и сборной Уэльса.
Райан — воспитанник футбольного клуба «Флинт Таун Юнайтед» из города Флинт. В сезоне 2012/2013 дебютировал за основную команду, выступавшую в Камри Альянс, втором по силе дивизионе Уэльса. Вскоре привлёк внимание клуба Английской Премьер-лиги «Суонси Сити», и летом 2013 года был приобретён в качестве игрока для молодёжного состава. На правах аренды выступал за «Лейтон Ориент», «Стивенидж» и «Йовил Таун», однако так и не смог пробиться в основную команду клуба, играя лишь за резервистов. 31 января 2017 года, в последний день трансферного окна, перешёл в клуб Чемпионшипа «Барнсли», подписав контракт на 2,5 года.. Также выступал в шотландском Премьершипе за «Абердин», с 2022 года защищает цвета «Блэкберн Роверс».

## Ранняя жизнь
Хеджес учился в средней школе Хавардена, Флинтшир, Северный Уэльс. Эта школа славится тем, что её окончили Майкл Оуэн, Энди Дорман, Гэри Спид и Дэнни Уорд, ставшие в последствии профессиональными футболистами. Хеджес провёл семь сезонов в «Эвертоне» будучи школьником, но в конце концов был вынужден покинуть клуб в возрасте 16 лет.

## Клубная карьера

### Суонси Сити
Хеджес присоединился к «Суонси Сити» из «Флинт Тауна» в июле 2013 года после нескольких впечатляющих выступлений за команду Уэльских школ до 18 лет. Хеджес был приглашён сразу в команду до 21 года и был вознаграждён за свой прогресс новым однолетним контрактом до июня 2014 года.
В июне 2015 года Хеджес продлил контракт с «лебедями» на три года.

### Лейтон Ориент (аренда)
16 января 2015 года Хеджес присоединился к команде Лиги Один «Лейтон Ориент» по арендной сделке на один месяц. Он дебютировал на профессиональном уровне в игре против «Колчестер Юнайтед», которая состоялась 24 января 2015 года. После впечатляющего старта аренда Хеджеса была продлена до конца сезона 2014-15 гг. Хеджес забил свой первый гол на профессиональном уровне в победном матче против «Уолсолл» (2:0), где также отметился голевой передачей Крису Дэгноллу. Несколькими неделями позже, Хеджес забил свой второй гол за «Лейтон Ориент» и помог клубу разгромить «Йовил Таун» со счётом 3:0. Хеджес провёл семнадцать матчей, забив дважды, но клуб по окончании сезона вылетел в Лигу Два.

### Стивенидж (аренда)
В феврале 2016 года Хеджес присоединился к «Стивениджу» на правах месячной аренды.

### Йовил Таун (аренда)
8 июля 2016 года Хеджес подписал контракт с представителем Лиги Два «Йовил Таун» на условиях шестимесячной аренды.

### Барнсли
31 января 2017 года Хеджес был отозван из аренды в «Йовил Таун» и подписал контракт на два с половиной года с «Барнсли»? выступающим на тот момент в Чемпионшипе. Свой первый гол за «Барнсли» он забил в проигранном матче «Бристоль Сити» (1:3).

### Абердин
«Барнсли» предложил Хеджесу новый контракт в конце сезона 2018-19, но вместо этого футболист решил подписать трёхлетнее соглашение с «Абердином» из шотландского Премьершипа. 27 августа 2020 года Хеджес сделал хет-трик, когда «Абердин» разгромил НСИ Рунавуйк со счётом 6:0 в первом квалификационном раунде Лиги Европы, выйдя на замену сразу после перерыва.

### Блэкберн Роверс
30 января 2022 года Хеджес присоединился к «Блэкберн Роверс», подписав трёхлетний контракт с возможностью автоматического продления на 12 месяцев. Свой первый гол за клуб он забил 13 сентября в победном матче над «Уотфордом» со счётом 2:0. Почти 12 месяцев спустя он забил лучший гол сезона 2023/2024 в составе «Блэкберн Роверс», снова пострадали ворота «Уотфорда», игра проходила на выезде. По завершении сезона 2024/2025 клуб воспользовался опцией в истекающем контракте игрока, которая позволила продлить пребывание Хеджеса на «Ивуд Парк» ещё на 12 месяцев, об этом 19 мая 2025 года «Блэкберн Роверс» сообщил на своем официальном сайте.

## Карьера в сборной
После перехода в «Суонси Сити» стал вызываться в сборные Уэльса разных возрастов. В октябре 2017 года игрок «Барнсли» был впервые вызван Крисом Коулманом в основную сборную на отборочные матчи Чемпионата мира 2018 против сборных Грузии и Ирландии. Дебютировал в сборной 14 ноября 2017 года в товарищеском матче против сборной Панамы, выйдя на замену вместо Бена Вудберна на 71-й минуте встречи.

## Статистика
| Клуб                   | Сезон            | Лига             | Лига | Лига | Национальный Кубок | Национальный Кубок | Кубок Лиги | Кубок Лиги | Другое | Другое | Общее | Общее |
| Клуб                   | Сезон            | Дивизион         | Игры | Голы | Игры               | Голы               | Игры       | Голы       | Игры   | Голы   | Игры  | Голы  |
| ---------------------- | ---------------- | ---------------- | ---- | ---- | ------------------ | ------------------ | ---------- | ---------- | ------ | ------ | ----- | ----- |
| Флинт Таун Юнайтед     | 2012–13          | Камри Альянс     | 24   | 2    | —                  | —                  | —          | —          | —      | —      | 24    | 2     |
| Суонси Сити            | 2013–14          | Премьер-лига     | 0    | 0    | 0                  | 0                  | 0          | 0          | 0      | 0      | 0     | 0     |
| Суонси Сити            | 2014–15          | Премьер-лига     | 0    | 0    | 0                  | 0                  | 0          | 0          | —      | —      | 0     | 0     |
| Суонси Сити            | 2015–16          | Премьер-лига     | 0    | 0    | 0                  | 0                  | 0          | 0          | —      | —      | 0     | 0     |
| Суонси Сити            | 2016–17          | Премьер-лига     | 0    | 0    | —                  | —                  | —          | —          | —      | —      | 0     | 0     |
| Суонси Сити            | Итого            | Итого            | 0    | 0    | 0                  | 0                  | 0          | 0          | 0      | 0      | 0     | 0     |
| Лейтон Ориент (аренда) | 2014–15          | Лига Один        | 17   | 2    | —                  | —                  | —          | —          | —      | —      | 17    | 2     |
| Стивенидж (аренда)     | 2015–16          | Лига Два         | 6    | 0    | —                  | —                  | —          | —          | —      | —      | 6     | 0     |
| Йовил Таун (аренда)    | 2016–17          | Лига Два         | 21   | 4    | 2                  | 1                  | 2          | 0          | 3      | 0      | 28    | 5     |
| Барнсли                | 2016–17          | Чемпионшип       | 8    | 0    | —                  | —                  | —          | —          | —      | —      | 8     | 0     |
| Барнсли                | 2017–18          | Чемпионшип       | 23   | 2    | 0                  | 0                  | 3          | 1          | —      | —      | 26    | 3     |
| Барнсли                | 2018–19          | Лига Один        | 21   | 0    | 2                  | 0                  | 0          | 0          | 2      | 1      | 25    | 1     |
| Барнсли                | Итого            | Итого            | 52   | 2    | 2                  | 0                  | 3          | 1          | 2      | 1      | 59    | 4     |
| Абердин                | 2019–20          | Премьершип       | 22   | 4    | 2                  | 0                  | 2          | 0          | 6      | 0      | 32    | 4     |
| Абердин                | 2020–21          | Премьершип       | 28   | 5    | 0                  | 0                  | 1          | 0          | 3      | 4      | 32    | 9     |
| Абердин                | 2021–22          | Премьершип       | 16   | 2    | 1                  | 1                  | 1          | 0          | 4      | 2      | 22    | 5     |
| Абердин                | Итого            | Итого            | 66   | 11   | 3                  | 1                  | 4          | 0          | 13     | 6      | 86    | 18    |
| Блэкберн Роверс        | 2021–22          | Чемпионшип       | 11   | 0    | —                  | —                  | —          | —          | —      | —      | 11    | 0     |
| Блэкберн Роверс        | 2022–23          | Чемпионшип       | 43   | 4    | 4                  | 0                  | 1          | 0          | —      | —      | 48    | 4     |
| Блэкберн Роверс        | 2023–24          | Чемпионшип       | 17   | 2    | 0                  | 0                  | 1          | 0          | —      | —      | 18    | 2     |
| Блэкберн Роверс        | 2024–25          | Чемпионшип       | 42   | 1    | 1                  | 0                  | 1          | 0          | —      | —      | 44    | 1     |
| Итого                  | Итого            | Итого            | 113  | 7    | 5                  | 0                  | 3          | 0          | —      | —      | 121   | 7     |
| Итого за карьеру       | Итого за карьеру | Итого за карьеру | 299  | 28   | 12                 | 2                  | 12         | 1          | 18     | 7      | 323   | 40    |

1. 1 2  Выступления в Трофей Английской футбольной лиги
2. 1 2  Выступления Лига Европы УЕФА
3. ↑  Выступления в Лига конференций УЕФА

## Достижения

### Клуб
Барнсли
- Лига Один повышение: 2018–19[39]